# Schitu Poienari, Teleorman
Schitu Poienari este un sat în comuna Vitănești din județul Teleorman, Muntenia, România. Se află în partea de est a județului, în Câmpia Găvanu-Burdea, pe malul stâng al văii Vâjiștea, vis-a-vis de satul Siliștea. La recensământul din 2002 avea o populație de 502 locuitori.